# Goniopteroloba pangeanensis
Goniopteroloba pangeanensis là một loài bướm đêm trong họ Geometridae.